# Thaumatosaurus
Thaumatosaurus là một chi thằn lằn cổ rắn, được Meyer mô tả khoa học năm 1841.